# Kawi jezik
Kawi jezik (ISO 639-3: kaw), jezik koji se nekada govorio na otocima Java, Bali i Lombok. Kao govorni jezik je izumro ali još se uvijek rabi na Baliju i Lomboku kao literalni jezik. Ima svoje vlastito pismo za bilježenje i čitanje na lišću lontar ili palmyra-palmi (Borassus flabellifer), koje je u upotrebi negdje od 8. stoljeća, a nastalo je od pallava-pisma. Pjesme pisane ovim pismom i jezikom nazivaju se kakawin.